# VandenEnde Foundation
Die VandenEnde Foundation ist eine in Amsterdam beheimatete niederländische Stiftung, die Zuwendungen an gemeinnützige Kultureinrichtungen leistet und auch junge Menschen unterstützt, die darstellende Kunst studieren möchten.

## Zielsetzung
Die Stiftung will „Entwicklungschancen für talentierte junge und etablierte Künstler bieten, kulturelle Teilhabe fördern und zu kulturellem Unternehmertum anregen“. Das ist die Botschaft der VandenEnde Foundation, die am 18. Januar 2001 durch Joop van den Ende und seine Gattin Janine Klijberg ins Leben gerufen wurde. Der Verkauf der Anteile seiner bisherigen Unternehmung Endemol an die Banijay Group im Jahr 2000 machte diesen Lebenstraum möglich. Er ist auch der Vorsitzende der VandenEnde Foundation.

## Projekte
Die Stiftung vergibt auch Stipendien. So konnten bislang 750 Musiker, Schauspieler, Tänzer sowie Fernseh- und Theaterschaffende ihre Profession im In- und Ausland studieren (Stand März 2022).
Das, nach eigenen Worten so genannte, Flaggschiffprojekt der VandenEnde Foundation ist der 2010 fertiggestellte Theaterkomplex DeLaMar in Amsterdam.
Seit 1992 vergibt die Stiftung (etwa) zweijährlich den Mary Dresselhuys Prijs, der mit  12.500 Euro dotiert ist.
Seit 2011 beteiligt sich die VandenEnde Foundation am sogenannten „Blockbusterfonds“, einem Verbund kulturaffiner Geldgeber, der große Kulturunternehmungen in den Niederlanden finanziell ermöglichen soll.